# Siosta superba
Siosta superba är en fjärilsart som beskrevs av Druce 1899. Siosta superba ingår i släktet Siosta och familjen mätare. Inga underarter finns listade i Catalogue of Life.